# Augochloropsis sexpectinata
Augochloropsis sexpectinata är en biart som beskrevs av Embrik Strand 1910. Augochloropsis sexpectinata ingår i släktet Augochloropsis och familjen vägbin. Inga underarter finns listade.